# The Crew (computerspel)
The Crew is een racespel ontwikkeld door Ivory Tower en Ubisoft Reflections. Het spel werd uitgegeven door Ubisoft en kwam in Europa op 2 december 2014 uit voor PlayStation 4, Windows, Xbox 360 en Xbox One. Asobo Studio en Ubisoft Shanghai verzorgden de port naar de Xbox 360.
Op 1 april 2024 stopte Ubisoft de online servers en beëindigde daarmee het spel. Het zorgde er echter ook voor dat het geheel onspeelbaar raakte. Dit leidde tot controverse, een rechtszaak in de Verenigde Staten, en een burgerinitiatief onder de naam Stop Killing Games.

## Gameplay
The Crew heeft een open wereld waarin de speler door de Verenigde Staten kan racen. In het spel dient de speler een naam voor zichzelf te krijgen om het uiteindelijk tegen een bende illegale straatracers in de omgeving van Detroit op te nemen.

## Uitstel
Een maand voor de release maakte Ubisoft bekend dat The Crew niet op 14 november, maar op 2 december zou uitkomen. Dit om ervoor te zorgen dat ze het spel beter konden afwerken. Ook werd er een nieuwe bètaperiode gepland voor de consoleversie.

## Uitfasering
In 2014 werd The Crew 1 uitgebracht, die tien jaar later zal worden beëindigd. Ubisoft heeft bekend gemaakt dat deze game niet meer actief zal zijn in maart 2024. Dit zou komen doordat er problemen zijn met de servers die voor deze game worden gebruikt en voor de licenties die toegang geven tot deze game.
Doordat Ubisoft de online servers stopte, die nodig waren om het spel te kunnen starten, raakte The Crew onbruikbaar. Het leidde tot grote woede onder gamers, die hun geld terugvroegen. Twee gamers uit Californië daagden Ubisoft eind 2024 voor de rechter. Als reactie hierop gaf Ubisoft aan met een offline-modus te komen voor de racespellen The Crew 2 en The Crew Motorfest, hoewel er geen melding werd gemaakt van de stopgezette The Crew.